# Buon ordine ('ndrangheta)
Il Buon Ordine o Locale non riconosciuto sarebbe una struttura organizzativa della 'ndrangheta scoperta con l'operazione Rinascita-Scott del 2019 che ha colpito la 'ndrangheta della provincia di Vibo Valentia.
Il collaboratore di giustizia Bartolomeo Arena ne fa menzione per la prima volta riferendosi all'organizzazione 'ndranghetista nella città di Vibo Valentia.
Ne parla anche il pentito Giuseppe Vrenna, dell'omonima famiglia di Crotone quando descrive la 'ndrangheta del crotonese degli anni '70, dove tutti i locali dell'area, attivi o meno con anche solo un buon ordine facevano riferimento al Locale di Crotone.

## Descrizione
Un Buon Ordine è una organizzazione di 'ndrangheta riconosciuta dal Crimine di Polsi ma che a differenza di un Locale ha meno vincoli nei confronti dei locali dipendenti dalla Provincia. Sarebbe come un locale non riconosciuto (ma non una 'ndrina bastarda o un locale sospeso)

## Buon ordini
- Buon ordine di Vibo Valentia (Scoperto nel 2019)[1]
- Buon ordine di Sant'Onofrio (2019)[3].